# 2000 (album)
Pour les articles homonymes, voir 2000 (homonymie).
Albums de Mathieu Boogaerts
Mathieu Boogaerts en public  Michel
2000 est le troisième album studio de Mathieu Boogaerts sorti en 2002.
La chanson Matthieu est dédiée à Matthieu Chedid et évoque le succès grandissant de son ami d'enfance symbolisé par une étoile lumineuse qui monte, par rapport au sien beaucoup plus modeste évoquant plutôt une étoile filante qui brûle. Celui-ci lui répondra par la chanson La Bonne Étoile issu de l'album Qui de nous deux ? et Mathieu Boogaerts jouera un ambulancier dans le clip associé.

## Titres
| No  | Titre                         | Durée |
| --- | ----------------------------- | ----- |
| 1.  | Las Vegas                     |       |
| 2.  | Nehemie d'Akkadé              |       |
| 3.  | Le ciment                     |       |
| 4.  | Dom                           |       |
| 5.  | L'espace                      |       |
| 6.  | Quel été 2000                 |       |
| 7.  | Bye                           |       |
| 8.  | Renée                         |       |
| 9.  | Tu es                         |       |
| 10. | Rendez-vous dans mon sandwich |       |
| 11. | Matthieu                      |       |